# Simonetta Calderini
Simonetta Calderini, née au XXe siècle en Italie, est une  doctoresse et maîtresse de conférences italienne d'expression anglaise. Spécialiste de l'islam et du monde musulman, elle s'intéresse notamment aux question de genre, au chiisme (particulièrement l'ismaélisme) et la relation de l'islam avec les droits de l'homme. Ses recherches actuelles portent sur les arguments contemporains et classiques sur l'imamat féminin, le voile islamique et les droits des femmes.

## Biographie

### Études et carrière universitaire
Simonetta Calderini est née en Italie au XXe siècle. D'un naturel curieux, elle s'intéresse à l'Histoire et aux sociétés, notamment la civilisation islamique ; elle apprend l'arabe classique, le persan, l'histoire islamique, la théologie et la philosophie à Naples. Elle étudia en Égypte et en Tunisie avant de s'établir à Londres. En 1991, Calderini est diplômée d'études islamique de la SOAS, avec pour thèse doctorale Studies in Ismaili cosmology: the role of intermediary worlds. Depuis les années 2000, Simonetta Calderini est maîtresse de conférence (reader) d'études islamiques à l'université de Roehampton.

### Activité de recherches et contributions
En 2003, elle a rédigé l'article « Lord » de l’Encyclopaedia of the Qurʾān (vol.  3). 
Au Royaume-Uni, Calderini est une pionnière dans les études de genre en islam : en 2006, Women and the Fatimids in the World of Islam (co-écrit avec Delia Cortese) est l'une des premières monographies sur les femmes de l'époque fatimide. L'autrice dit avoir voulu répondre a des universitaires sceptiques à l'idée de trouver de quoi écrire sur les femmes de cette époque.
Publiée en 2020, l'exhaustive monographie Women as Imams, dit Calderini, est une réponse au débat sur la direction des rites religieux par les femmes en islam.

### Vie privée
Avec son mari Piers Jackson, Calderini a deux filles, Clementina et Violetta.
Elle est très amie avec Delia Cortese, avec qui elle a plusieurs fois collaboré.

## Publications principales
- (en) Simonetta Calderini, Studies in Ismaili cosmology : The role of intermediary worlds, Université de Londres, 1991.
- (en) Simonetta Calderini, Women as Imams : Classical Islamic Sources and Modern Debates on Leading Prayer, Bloomsbury Publishing, 2020, 248 p. (ISBN 978-1-838-606-183).

### Collaborations
- (en) Simonetta Calderini, Delia Cortese et James Lewis Adrian Webb, Mauritania, Oxford, Clio Press, 1992, 165 p. (ISBN 978-1851091522) (OCLC 246333077).
- (en + ar) Simonetta Calderini et Hala Kalih, The Intifada : the Palestinian uprising in the West Bank and Gaza Strip: a bibliography of books and articles 1987–1992, Oxford University Press, 1993 (ISBN 9780948889059).
- (en) Simonetta Calderini et Delia Cortese, Women and the Fatimids in the World of Islam, Édimbourg, Edinburgh University Press, 6 janvier 2006, 280 p. (ISBN 978-0748617326).

### Interventions et interviews
- (en-GB) « Heart and Soul - Women making space in the mosque - BBC Sounds », sur www.bbc.co.uk (consulté le 30 avril 2022).
- (en) « Simonetta Calderini, "Women as Imams: Classical Islamic Sources and Modern Debates on Leading Prayer », sur New Books Network (consulté le 30 avril 2022).